# Japan Soccer League Cup 1982
Der Japan Soccer League Cup 1982 war die siebte Ausgabe des Japan Soccer League Cup. Sieger des Wettbewerbs waren die Furukawa Electric.

## Ergebnisse

### 1. Runde
|                   | Ergebnis |                   |
| ----------------- | -------- | ----------------- |
| Yomiuri           | 1:3      | Furukawa Electric |
| Teijin            | 2:1      | Saitama Teachers  |
| Nippon Steel      | 1:0      | Hitachi           |
| Fujita Industries | 10:00    | Kofu SC           |

### Achtelfinale
|                       | Ergebnis        |                             |
| --------------------- | --------------- | --------------------------- |
| Nissan Motors         | 1:6             | Furukawa Electric           |
| Toyota Motors         | 1:4             | Mitsubishi Heavy Industries |
| Fujitsu               | 1:1 (4:5 i. E.) | Nippon Kokan                |
| Teijin                | 1:1 (1:4 i. E.) | Sumitomo Metals             |
| Toshiba               | 1:1 (4:3 i. E.) | Nippon Steel                |
| Tanabe Pharmaceutical | 0:1             | Yamaha Motors               |
| Honda Motors          | 3:1             | Mazda                       |
| Fujita Industries     | 1:1 (6:7 i. E.) | Yanmar Diesel               |

### Viertelfinale
|                   | Ergebnis |                             |
| ----------------- | -------- | --------------------------- |
| Furukawa Electric | 4:3      | Mitsubishi Heavy Industries |
| Nippon Kokan      | 6:0      | Sumitomo Metals             |
| Toshiba           | 0:1      | Yamaha Motors               |
| Honda Motors      | 0:3      | Yanmar Diesel               |

### Halbfinale
|                   | Ergebnis        |               |
| ----------------- | --------------- | ------------- |
| Furukawa Electric | 1:1 (4:3 i. E.) | Nippon Kokan  |
| Yamaha Motors     | 0:0 (2:4 i. E.) | Yanmar Diesel |

### Finale
|                   | Ergebnis |               |
| ----------------- | -------- | ------------- |
| Furukawa Electric | 3:2      | Yanmar Diesel |